# Чубраев, Сергей Александрович
Сергей Александрович Чубраев (род. 18.05.1972, Ленинград, СССР) — русский коллекционер, культуролог, хранитель музыкального и художественного архива ленинградского андеграунда второй половины XX века.

## Биография
Родился в 1972 году в Ленинграде. Мать — заведующая библиотекой, отец работал на оборонном предприятии специалистом по настройке оборудования атомных подводных лодок. После того как родители развелись, Сергей остался с матерью; впоследствии она повторно вышла замуж за доктора физико-математических наук.
Учился в 89-й школе Калининского района Ленинграда. После окончания 8-го класса поступил в медицинское училище при ЛСГМИ.
С 1990 по 1992 год работал в экспериментальной криминалистической лаборатории ДНК-дактилоскопии бюро судебно-медицинской экспертизы.
С конца 1990-х работал координатором архитектурных и дизайнерских проектов, руководителем строительных проектов в различных строительных компаниях и архитектурных бюро. Параллельно учился на вечернем отделении факультета искусствоведения Санкт-Петербургского государственного университета культуры и искусств (окончил в 2001 году).
В 2005 и 2006 годах выступил сопродюсером короткометражных фильмов Blood и Per Rectum режиссёра Петра Фёдорова. Фильмы получили призы на Международном фестивале независимого кино «Чистые грёзы»: Blood — «За лучшую пародию в отечественном кино», Per Rectum — «За тотальное противоречие формы и содержания».
С 2005 по 2007 год работал в компании Condé Nast (Москва) продюсером фотосъёмок для журналов Vogue, Playboy, Marie Claire, Cosmopolitan и других.
Чубраев с юности увлекался рок-музыкой, в частности, «ленинградским роком» и, особенно, творчеством группы «Поп-механика». С 2003 года он начал собирать коллекцию артефактов, связанных с жизнью и творчеством Сергея Курёхина (видео- и аудиозаписи, фотографии, афиши, плакаты, билеты, концертные костюмы, музыкальные инструменты, декорации, письма, рукописи, личные вещи и т. п.) В рамках проекта взял около двухсот интервью, посетил десять городов, включая Хельсинки, Берлин и Париж, и собрал более тысячи экспонатов. В 2017 году архив был передан Музею современного искусства «Гараж».
После передачи коллекции Курёхина переключился на создание архива Ленинградского рок-клуба. За два года собрал несколько тысяч документов и артефактов, связанных с его деятельностью, в том числе оригинал Устава рок-клуба.
С 2012 по 2015 год собрал обширную коллекцию артефактов, связанных с жизнью и творчеством Олега Каравайчука, с которым дружил и работал несколько лет. В 2022 году коллекция приобретена Музеем современного искусства «Гараж».
Впоследствии начал собирать коллекции экспонатов андеграундной культуры Ленинграда и Москвы периода 1952—1991 годов. В частности, связанных с деятельностью Филологической школы поэтов («Круг Красильникова»), Иосифа Бродского, Сергея Довлатова, кафе «Сайгон», групп «Кино», «Аквариум», «Звуки Му» и «Зоопарк», ТЭИИ, Тимура Новикова и группы «Новые художники», Новой академии изящных искусств, культурой советских хиппи, а также коллекции произведений мэйл-арта, самиздата, московского концептуализма и «пластинок на костях».
В 2020 году занимался систематизацией архива Александра Липницкого и группы «Звуки Му».
В декабре 2020 года написал автобиографию «Хроники моего андеграунда» (впервые выпущена французским издательством Nouveaux Angles). В 2021 году книга стала финалистом национального конкурса дизайна книги «Жар-книга».

## Выставки, семинары, выступления
С 1999 по 2001 год — член группы художников «Приватные Кураторы». Участвовал в серии акций, выставок и перфомансов.
В 2005 году выиграл грант от фонда «Про Арте» на проведение персональной выставки Дмитрия Сироткина «Цветок для Персефоны» на территории некрополя в Александро-Невской лавре; выступил куратором выставки. Впоследствии неоднократно курировал художественные проекты Сироткина, в том числе те, что хранятся в собраниях Музея Клингшпора (Германия), Музея искусства книги и шрифта (Оффенбах-ам-Майн, Германия); Саксонской государственной библиотеки (Дрезден, Германия); Государственного Эрмитажа (Санкт-Петербург, Россия) и частных коллекциях.
В 2008 году курировал художественную выставку «Рембрандт» Павла Пепперштейна в Санкт-Петербурге в галерее Дмитрия Семёнова. В том же году принимал участие в Международном музыкальном фестивале «SKIF-12», предоставив из своей коллекции видеоматериалы о Сергее Курёхине.
В 2009 году в Санкт-Петербурге участвовал в конференции в рамках открытия «Института Нового Человека» в лофт-проекте «Этажи» и в кинофестивале общества «ПВА» в клубе «Грибоедов» с семинаром «Кодекс Курёхина».
В 2011 году принял участие:
- в семинаре «Сергей Курёхин: Безумная механика русского рока» в лофт-проекте «Светоч» (Санкт-Петербург, совместно с А. Кушниром);
- в круглом столе «Сергей Курёхин: Безумная механика русского рока» (Москва, участники: С. Летов, А. Троицкий, Ю. Сапрыкин, А. Кушнир, С. Чубраев)[26];
- в первой выставке «Музей „Книга Художника“» (Санкт-Петербург, Музей современного искусства «Эрарта»);
- в телепрограмме «Царкосельские встречи» (Санкт-Петербург, телеканал «ВОТ!»)[27].

В 2012 году участвовал в круглом столе и презентации выпуска новых альбомов с музыкой Сергея Курёхина в рамках 7-го Московского международного открытого книжного фестиваля в ЦДХ (совместно с А. Гавриловым, С. Жариковым, А. Кушниром). Организовал семинар «Курёхин и конец музыкального постмодернизма» в галерее «ГЭЗ-21» (Санкт-Петербург).
2013 год:
- участник выставки «Реалии русского рока» в Санкт-Петербурге, Перми и Челябинске[28];
- участник выставки «Время колокольчиков» в Галерее имени братьев Люмьер (Москва);
- участник выставки «АССА. Последнее поколение ленинградского авангарда» в Академии художеств (Санкт-Петербург)[29][30].

2014 год:
- участник выставки «Музыкант везде гость» (Санкт-Петербург);
- участник выставки Let It Be в галерее «ГЭЗ-21» (Санкт-Петербург);
- участник выставки памяти Георгия Гурьянова «Суровый стиль GG» (Санкт-Петербург)[29][31];
- автор и куратор выставки памяти Сергея Курёхина «Ащушения Другова» в Музее современного искусства «Эрарта» в рамках параллельной программы международной биеннале «Манифеста-10» (Санкт-Петербург)[8][30][32].

2015 год:
- участник выставки «Иосиф Бродский» в галерее Митьков (Санкт-Петербург);
- участник выставки «Архив М» памяти Влада Мамышева-Монро в Московском музее современного искусства[29][30];
- участник выставки «Новые Композиторы» в галерее Новой академии художеств (Санкт-Петербург).

2016 год:
- участник выставки Notes From The Underground/ Art and Alternativ Music In Eastern Europe 1968—1994 в Музее искусств в Лодзи (Польша)[33].
- участник выставки «ОбличьЯ» в Санкт-Петербургском музее театрального и музыкального искусства[29][30].

В 2017 году был участником выставки памяти Евгения Юфита «Снисхождение» в галерее Новой академии художеств (Санкт-Петербург).
В 2021 году участвовал в выставке «40 лет рок-клубу», проходившей в Русском музее (Санкт-Петербург).
В 2022 году участвовал в выставках «Виктор Цой. Путь героя» (Москва, Манеж) и «Образ группы „Кино“ в культуре и искусстве. К 60-летию Виктора Цоя» (Санкт-Петербург, Музей Дягилева).
В 2023 году организовал выставку «Самиздат. Музыка, которой не было» (Санкт-Петербург, KGallery).
В 2024 году принимал участие в выставке, организованной к 70-летию Сергея Курёхина на музыкальном фестивале «Стереолето» (Санкт-Петербург).
Выступает с лекциями в институтах, музеях и фондах, проводит экскурсии.